# 村山市民体育館
村山市民体育館（むらやましみんたいいくかん）は、山形県村山市にある屋内スポーツ施設である。

## 概要
1983年3月竣工。市の体育イベントや県、全国の体育イベントでも使用されている。

## 施設
- 1階
  - 主競技場
    - アリーナ1,512m2
    - バスケットボール2面、バレーボール3面、バドミントン6面、テニス2面(他卓球等)

  - 幼児・高齢者体育室(210m2)

など
- 2階
  - 選手席 536席
  - ロールバックスタンド 336席
  - トレーニングルーム(210m2)
  - 研修室(収容50席)

など
- 駐車場有り(230台(内、臨時駐車場150台))

## 主な大会・イベント
- 第17回全日本バレーボール選抜男女リーグ
- 大相撲村山場所（2019年8月12日、村山市市制施行65周年記念事業）[1][2]

## その他
2021年に開催された東京オリンピックで村山市がホストタウンを務めたブルガリア新体操チームが金メダルを獲得したことを受け、村山市民体育館前に交流の象徴となる高さ1.55m、幅0.9m、奥行き0.9mのステンレス製記念碑が日本ブルガリア協会県村山支部の記念碑建立委員会により村山市民体育館前に建立された。

## 周辺
- 最上川
- 最上川三難所そば街道
- 最上川三難所舟下り
- 最上川右岸グラウンドゴルフ場
- 竜神の吊り橋
- 河島山
- 碁点テニスコート
- 碁点焼
- 碁点温泉